# Hoplopheromerus guangdongi
Hoplopheromerus guangdongi är en tvåvingeart som beskrevs av Tomasovic 2006. Hoplopheromerus guangdongi ingår i släktet Hoplopheromerus och familjen rovflugor. Inga underarter finns listade i Catalogue of Life.